# Positief injunctierecht
Het positief injunctierecht (Frans: droit d'injonction positive) is, in België, het recht van de Minister van Justitie om aan de procureur de opdracht te geven een bepaalde zaak (individueel dossier) te onderzoeken en/of te vervolgen.

## Bevoegdheid
De federale Minister van Justitie beschikt over deze bevoegdheid in het kader van de leiding op het strafrechtelijk beleid. Op die manier kan hij zijn prioriteiten doordrukken door het parket te verplichten om bepaalde soorten misdrijven of wantoestanden te onderzoeken. Op die manier kan men ook bescherming van misdadigers door die magistraten vermijden.
De Minister van Justitie put dit recht uit artikel 151, § 1, van de Grondwet (sinds 20 november 1998) en uit artikel 364 (vroeger 274) van het Wetboek van strafvordering.
Door opdracht te geven een bepaalde zaak te onderzoeken of een persoon te vervolgen, maakt men een uitzondering op het Opportuniteitsbeginsel van het Openbaar Ministerie. Echter, wanneer het Openbaar Ministerie (België) de opdracht krijgt tot vervolging van een bepaald persoon, heeft het Openbaar Ministerie nog altijd vrij de keuze wat ze precies vordert. Dit principe ligt vervat in het adagium Si la plume est servé, la parole est libre.
Als gevolg van het Vlinderakkoord hebben ook de deelstaatregeringen dit positief injunctierecht verkregen voor wat betreft hun bevoegdheden (art 11bis van de Bijzondere wet tot hervorming der instellingen). Dit werd reeds in 2007 overwogen maar het wetsvoorstel werd toen ingetrokken. De uitoefening verloopt via de federale minister van Justitie.
In de praktijk wordt het recht met terughoudendheid uitgeoefend om de functionele onafhankelijkheid van het openbaar ministerie niet in het gedrang te brengen.

## Positieve injunctie in ruime zin
Het begrip positieve injunctie wordt soms in een ruimere betekenis gebruikt om andere tussenkomsten van de minister van Justitie aan te duiden:
- het recht om de herziening van een in kracht van gewijsde gegane veroordeling te vragen[5]
- het recht om cassatieberoep te doen instellen wegens strijdigheid met de wet[6]
- het recht om cassatieberoep te doen instellen tegen vonnissen inzake strafuitvoering[7]
- het recht om cassatieberoep te doen instellen tegen vonnissen inzake bevoegdheidsoverschrijding door magistraten of tuchtoverheden, zelfs als de termijn hiervoor verstreken is[8]

## Negatieve injunctie
De tegenhanger van dit recht, het negatief injunctierecht, wordt in België niet aanvaard. De Minister van Justitie kan dus niet verhinderen dat er een bepaald strafrechtelijk onderzoek gevoerd wordt. Op die manier vermijdt men dat de Minister bepaalde personen (of zichzelf) zou beschermen door een onderzoek naar feiten waar die personen in betrokken zijn, te verbieden.

## Toepassingen
- Melchior Wathelet beval de heropening van het onderzoek naar de zelfmoord van Paul Latinus, een extreemrechtse agitator die hooggeplaatste magistraten zou hebben gechanteerd in het kader van de zogenaamde Roze balletten.
- Onder grote publieke verontwaardiging werd Michel Nihoul in 1999 vrijgelaten onder voorwaarden. Hij daagde niet op voor een eerste gesprek met de sociaal assistent, waarop minister Marc Verwilghen bekend maakte dat hij bevel had gegeven om hem opnieuw aan te houden.
- In 2008 gebruikte minister Jo Vandeurzen zijn injunctierecht tegen Hasan Iasir, verdacht van de moord op agente Kitty Van Nieuwenhuyzen. Hij dreigde door een procedurefout vrij te komen uit voorhechtenis. De injunctie strekte ertoe Iasir te vervolgen in twee andere strafdossiers, waardoor een alternatieve grond tot voorhechtenis ontstond.
- Stefaan De Clerck heeft zijn positief injunctierecht gebruikt om de herziening te vragen van de veroordeling van Filip Meert wegens btw-fraude.[9] Het Antwerpse hof van beroep bevestigde evenwel zijn eerdere arrest.

## In andere landen
Duitsland heeft een vergelijkbaar systeem (het Weisungsrecht), waar zowel de federale overheid als de deelstaten een minister van Justitie hebben die elk het recht hebben het bevel te geven aan respectievelijk de Generalbundesanwalt (vgl. federaal magistraat) of de Generalstaatsanwalt (vgl. procureur-generaal) om te vervolgen.

## Voetnoten
1. ↑  "De procureur-generaal geeft aan de procureur des Konings ambtshalve of op bevel van de minister van Justitie opdracht om de misdrijven waarvan hij kennis draagt, te vervolgen."
2. ↑  F. VERBRUGGEN en J. VERSTRAETEN. Strafrecht & strafprocesrecht voor bachelors, 2017. Maklu, Antwerpen, pp. 126.
3. ↑  Vlaamse minister van ‘Justitie' krijgt machtig wapen, 21 februari 2013, De Standaard
4. ↑  Voorstel van verklaring tot herziening van artikel 151 van de Grondwet teneinde de deelstaten te betrekken bij het strafrechtelijk beleid en tot invoering van een positief injunctierecht, dekamer.be
5. ↑  Artikel 444, eerste lid, 3° Wetboek van Strafvordering
6. ↑  Artikel 441 Wetboek van Strafvordering
7. ↑  Artikel 96 van de wet van 17 mei 2006 betreffende de externe rechtspositie van de veroordeelden tot een vrijheidsstraf en de aan het slachtoffer toegekende rechten in het raam van de strafuitvoeringsmodaliteiten (ingevoerd bij wet van 17 maart 2013 op initiatief van minister Annemie Turtelboom).
8. ↑  Artikel 1088 Gerechtelijk Wetboek
9. ↑  Veroordeelde krijgt nieuwe kans van Justitie, deredactie.be, 25 januari 2012